# Thomas de la Hoz

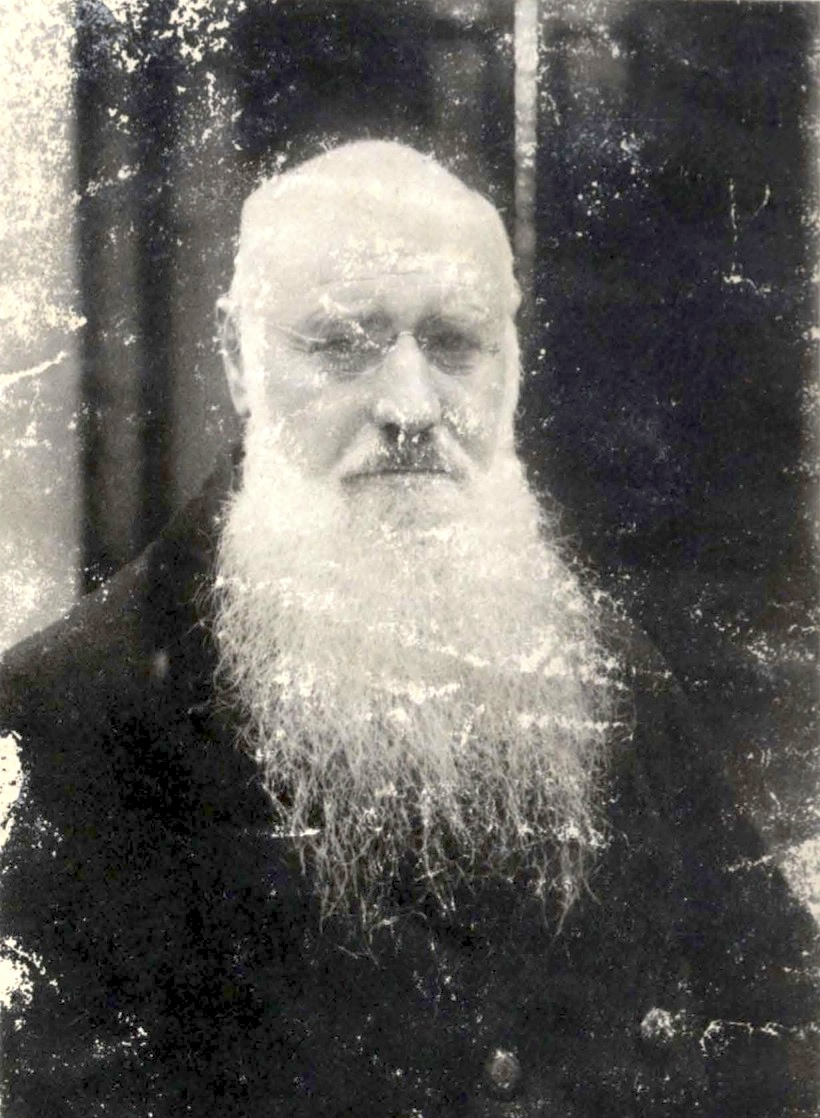
Thomas de la Hoz

Thomas de la Hoz (* 5. Januar 1879 in Velilla de Guardo; † 6. Januar 1949 in Taiwan) war ein spanischer Dominikaner, Priester und Apostolischer Präfekt bzw. Apostolischer Administrator der römisch-katholischen Kirche in Taiwan und Japan. 

## Leben
De la Hoz trat im Alter von 15 Jahren in den Dominikanerorden ein und wurde 1903 zum Priester geweiht. 1921 ernannte ihn der Heilige Stuhl zum Präfekten der Insel Formosa (Taiwan), die damals unter japanischer Herrschaft stand. Ab 1932 übte de la Hoz gleichzeitig auch das Amt des Apostolischen Administrators von Shikoku aus. 1941 trat de la Hoz in den Ruhestand und lebte bis zu seinem Tod im Jahr 1949 in Taiwan. 